# Sylke von Gaza

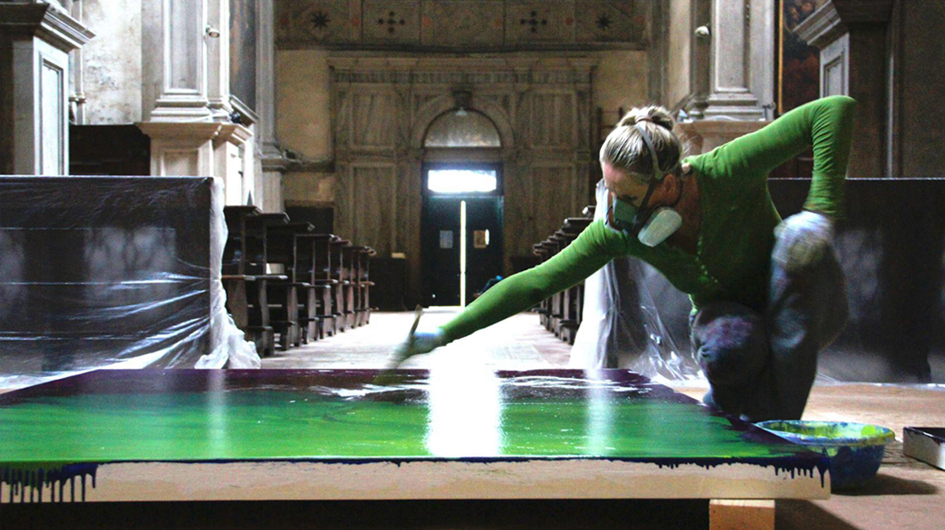
Sylke von Gaza malend in der Kirche San Fantin in Venedig, 2014

Sylke von Gaza (* 1. Juli 1966 in Hamburg als Sylke von Gazen genannt Gaza) ist eine deutsche Künstlerin. Sie beschäftigt sich neben ihrem abstrakten malerischen Hauptwerk in zahlreichen Projekten mit der Wirkung von Malerei im architektonischen Raum und dem Prozess des Malens unter Einbezug der Umgebung. Von Gaza lebt und arbeitet in München, Venedig und Zürich.

## Beruflicher Werdegang
Sylke von Gaza wurde schon als Dreijährige von ihrer Urgroßmutter auf lange Reisen nach Italien, insbesondere Venedig und der Emilia-Romagna, mitgenommen. Sie erlebte bei Besuchen in den zahlreichen Kirchen, beispielsweise in Ravenna, Assisi und Venedig, zum ersten Mal Architektur und Malerei. Das hinterließ bleibende Eindrücke und ist heute noch Inspiration für ihr Schaffen.
Mit ihrem Erststudium erwarb von Gaza ein Diplom als Ingenieurin. Während ihres Studiums der Freien Malerei an der Akademie der Bildenden Künste München von 2002 bis 2007 bei dem irischen Maler Sean Scully beschäftigte von Gaza sich intensiv mit der Malerei alter Meister und dem Abstrakten Expressionismus. 2007 schloss von Gaza ihr Studium an der Akademie der Bildenden Künste München mit der Auszeichnung Meisterschülerin ab.

## Künstlerisches Schaffen und Werk
Die niederländische und italienische Renaissancemalerei ist als Inspirationsquelle ein zentrales Element in Sylke von Gazas Werk. Mit ihren meist großformatigen, abstrakten Ölgemälden stellt sie sich in die Tradition der alten Meister, ohne in ihrer Formensprache selbst darauf zu verweisen. In Venedig bietet sich im Spannungsfeld von Geschichte und Gegenwart ein idealer Schaffensraum für die Künstlerin. In ihren Arbeiten stellt von Gaza die Frage nach Tradition und Identität in der Malerei und provoziert durch diese Position die Diskussion über Werthaltigkeit in der Kunst und Gesellschaft.
Ihr bisheriges Werk lässt sich in verschiedene Schaffensstränge aufteilen. Ihr malerisches Hauptwerk setzt sich zusammen aus Early Works, Einzelwerken, thematischen Werkgruppen, ortsspezifischen Arbeiten und den Veil Paintings-Serien, wovon die bekanntesten die Grey Veil Paintings und Red Veil Paintings sind.
Der Schleier (Veil) als abstrakte Metapher für Transzendenz und Durchlässigkeit nimmt in von Gazas Werk eine zentrale Rolle ein. Aufzeigen durch Verdecken und sichtbar machen durch Verhüllen als Kerngestus der Malerei sind charakteristisch für das Schaffen der Künstlerin.
Eine Einordnung ins kunsthistorischen Narrativ erfolgte 2016 anlässlich der Museumsausstellung Hinter dem Vorhang - Verhüllung und Enthüllung seit der Renaissance im Museum Kunstpalast Düsseldorf, kuratiert von Beat Wismer und Prof. Claudia Blümle. In der thematischen Schau wurden zwei große Veil-Paintings der Künstlerin gezeigt. Weitere Werke von Sylke von Gaza befinden sich unter anderem in Museumssammlungen des Sprengel Museum Hannover, der Städtischen Galerie im Lenbachhaus München und im Museum der Diözese Venedig.
Seit 2012 beschäftigt sich die Künstlerin mit Malerei im sakralem Raum, insbesondere bei Projekten in den Kirchen Venedigs. Seit 2013 hat von Gaza in Zusammenarbeit mit der Curia Patriarchale di Venezia in verschiedenen venezianischen Kirchen gemalt: Chiesa San Fantin (2014), Chiesa San Lio (2015), Cappella Santissima Trinità (2016).
Während der Kunstbiennale 2015 hat die venezianische Kurie von Gaza mit einem Werkbeitrag für die Gussoni Renaissance Kapelle der Kirche San Lio beauftragt. Im Rahmen des Projektes Beyond the Veil entstand vor Ort in dieser Kapelle das Gussoni Red Veil Paintings Triptych, welches zum dauerhaften Verbleib in der um 1479 von Tullio und Pietro Lombardo gestalteten Renaissance-Kapelle bestimmt ist. Die Gussoni Kapelle beherbergt zudem mitunter die Grablege des venezianischen Veduten-Malers Canaletto.
Auf Einladung des patriarchalen Priesterseminars Venedig stellte von Gaza ihr Projekt Il Nido. A Pilgrimage towards Equilibrium im Rahmen der Padiglioni Paralleli zur 57. Internationalen Kunstausstellung La Biennale di Venezia 2017 im Gebäudekomplex der Basilica Santa Maria della Salute vor. Im Frühjahr 2019 reiste die Installation Il Nido weiter zur Gedächtniskirche in Berlin.

## Auszeichnungen
- 2007: Meisterschülerin im Bereich Bildende Kunst an der Akademie der Bildenden Künste München bei Sean Scully.[5]
- 2015: Werkbeitrag für die Gussoni Renaissance Kapelle im Auftrag der venezianischen Kurie[13]
- 2017: Teilnahme an den Padiglioni Paralleli der venezianischen Kurie zur 57. Kunstbiennale[16]

## Ausstellungen (Auswahl)
- 2007: Diplomausstellung Abschlussklasse Sean Scully, Akademie der Bildenden Künste München, München
- 2007: Jahresausstellung, Kunstverein Traunstein, Traunstein
- 2008: Jahresausstellung des 15. Kunstpreises, Kunstverein Aichach, Aichach
- 2009: The Process of Creation[20], Rich Gallery, London (solo)
- 2010: Jahresgaben, Kunstverein München, München
- 2011: Light & Painting, Palazzo Ca’ del Duca[21], Venedig (solo)
- 2012: Positionswechsel, BayWa, München
- 2013: Handwerk und Kirche[22], Galerie Handwerk der Handwerkskammer für München und Oberbayern in Zusammenarbeit mit dem Erzbischöflichen Ordinariat München, Karmelitenkirche, München
- 2013: Spirituality in Painting, Galerie Art Consult, München (solo)
- 2014: Power of Glass[23], Hofglasmalerei Gustav van Treeck, München
- 2015: Beyond the Veil[13], Projekt mit und Auftragsarbeit für Curia Patriarcale di Venezia während 56. Kunstbiennale Venedig, Chiesa San Lio, Venedig (solo)
- 2016/17: Behind the Curtain. Concealment and Revelation since the Renaissance. From Titian to Cristo[24], kuratiert von Beat Wismer und Claudia Blümle, Museum Kunstpalast Düsseldorf
- 2016: Fabrica Ecclesiae[25], Museo Diocesano d’Arte Sacra Sant’ Apollonia, San Marco, Venedig
- 2016: Private View Villa von Schulthess-Bodmer, Zürich (solo)
- 2017: 52. Art Cologne, Galerie Hans Strelow, Köln
- 2017: Summertime: Brüning, Erben, von Gaza, Huidobro, Merschmann, Münch[26], Galerie Hans Strelow, Düsseldorf
- 2017: Il Nido. A Pilgrimage towards Equilibrium[16], Projektstart für Padiglioni Paralleli[17] der Curia Patriarcale di Venezia und Glasarbeit mit Berengo Studio[27], Murano, während der 57. Kunstbiennale Venedig, im Osservatorio del Seminario Patriarcale bei der Basilica della Salute, Punta della Dogana, Venedig (solo)
- 2018: BIAS Biennale Internazionale 2018[28], Museo Riso, Capella dell’ Incoronazione, Palermo
- 2018: Gabriel & Lucifero. The most precious Pigment of Renaissance Venice[29], Palazzo Contarini Polignac, Venedig (solo)
- 2018: Il Nido in der Basilica Santa Maria della Salute, Venedig (solo)[30]
- 2019: Velvet & Paper, Galerie Biedermann, München (solo)[31]
- 2019: Il Nido in der Gedächtniskirche, Berlin, (solo)[19]
- 2019: Early Works, Palazzo Martinengo Fortuny, Venedig (solo)[32]
- 2021: BIG! Grossformate aus dem Sprengel Museum Hannover, kuratiert von Reinhard Spieler, Sprengel Museum Hannover[11]
- 2023: INTRO | RETRO | SPECTIVE, Sotheby’s, Hamburg (solo)[33]
- 2024: Colour Turns Me On, Galerie Beck & Eggeling International Fine Art, Düsseldorf[34]

## Permanente Installationen
- seit 2015: Gussoni Red Veil Triptych[13], Gussoni Renaissance Kapelle, Chiesa San Lio, Venedig

## Öffentliche Sammlungen (Auswahl)
- Städtische Galerie im Lenbachhaus, München
- Museo Diocesano d’Arte Sacra Sant’ Apollonia[35], San Marco, Venedig
- Sammlung Schnetkamp[36], Düsseldorf/Oldenburg
- Collezione Seminario Patriarcale di Venezia[37], Venedig
- Sammlung Hackenberg[38], Munich
- Sprengel Museum Hannover[11], Hannover

## Belege
1. ↑  Sylke von Gaza. In: kronsbein-art.com. Abgerufen am 18. Juni 2025.
2. ↑  Sylke von Gaza. In: artnet.de. Abgerufen am 18. Juni 2025.
3. ↑  Giloy-Hirtz (2008): From the Grey to the Colourful.
4. 1 2 3  Giloy-Hirtz (2008): From the Grey to the Colourful & Drexler (2013): Sylke von Gaza in Conversation.
5. 1 2  Matrikeldatenbank. Akademie der Bildenden Künste München, abgerufen am 24. Juli 2017.
6. 1 2  Helga Meister: Im Ehrenhof wird der Vorhang gelüftet. Westdeutsche Zeitung WZ, 29. September 2016, abgerufen am 5. August 2017.
7. ↑  Schmidt (2007): Die Schleier der Sylke von Gaza & Giloy-Hirtz (2008): From the Grey to the Colourful & Drexler (2013): Sylke von Gaza in Conversation & Sinninghe Damsté (2013): Sacraments of a Deeper Reality.
8. 1 2  Martin H. Schmidt: Die Schleier der Sylke von Gaza - Who is afraid of grey, white and red? 2007, abgerufen am 25. Juli 2017.
9. 1 2  Sinninghe Damsté (2013): Sacraments of a Deeper Reality.
10. 1 2 3  Beat Wismer, Claudia Blümle (Hrsg.): Hinter dem Vorhang. Hirmer, München 2016, ISBN 978-3-7774-2646-4, S. 256 - 259 (hirmerverlag.de).
11. 1 2 3 4  Reinhard Spieler: BIG! Grossformate aus dem Sprengel Museum Hannover. Sprengel Museum Hannover, Hannover 2021, S. 11.
12. 1 2  Ackermann (2015), Venedig wird abstrakt, S. 111.
13. 1 2 3 4 5  Gianmatteo Caputo: Beyond the Veil: Red Veil Paintings nella Chiesa di San Lio. Uffici Beni Culturali & Turismo della Curia Patriarcale di Venezia UBC, 2015, abgerufen am 18. Juli 2017 (italienisch).
14. ↑  Tullio Lombardo: Pietà with Saints. Save Venice Inc., 2002, abgerufen am 17. August 2017 (englisch).
15. ↑  Pietro Lombardo: Gussoni Chapel. Save Venice Inc., 2002, abgerufen am 17. August 2017 (englisch).
16. 1 2 3  Gianmatteo Caputo: Sylke von Gaza: "Il Nido. A Pilgrimage towards Equilibrium" presso la Basilica della Salute, Padiglioni Paralleli 2017. Curia Patriarcale di Venezia, 2017, abgerufen am 25. August 2017 (italienisch).
17. 1 2  Padiglioni Paralleli alla Biennale 2017. Curia Patriarcale di Venezia, 2017, abgerufen am 22. Juli 2017 (italienisch).
18. ↑  Ackermann (2017): Il Nido - Venedigs geheimes Nest & Bernrieder (2017): Dem Blick entrückte Huldigung & Jones (2017): „As High as the Eagle“ & Schaefer (2017): Hoch über den Kirchendächern von Venedig.
19. 1 2  Ackermann (2019): Eier und Eiermann & Vogel (2019): Himmel über Berlin & Berliner Morgenpost (2019): Was nistet denn da in der Gedächtniskirche?, Ein Nest für die Gedächtniskirche & Jäger (2019): Das Nest in der Gedächtniskirche.
20. 1 2  The Process of Creation. Steven Rich, 2009, abgerufen am 12. Juli 2017 (englisch).
21. ↑  Marcello Brusegan: I palazzi di Venezia. Newton & Compton, Roma 2007, ISBN 978-88-541-0820-2.
22. ↑  Handwerk und Kirche. Galerie Handwerk in der Karmeliterkirche München, 2013, abgerufen am 22. Juli 2017.
23. 1 2  Power of Glass. Hofglasmalerei Gustav van Treeck, 2013, abgerufen am 22. Juli 2017 (deutsch). (PDF 1.2 MB Katalog)
24. ↑  Ausstellung "Hinter dem Vorhang. Verhüllung und Enthüllung seit der Renaissance. Von Tizian bis Christo". Museum Kunstpalast, abgerufen am 17. August 2017.
25. ↑  Fabrica Ecclesiae. Curia Patriarcale di Venezia, 2016, abgerufen am 17. August 2017 (italienisch).
26. ↑  Hans Strelow: Summertime: Brüning, Erben, von Gaza, Huidobro, Merschmann, Münch. Artnet, 2017, abgerufen am 1. Juli 2017.
27. ↑  Adriano Berengo: Berengo Studio. Berengo Studio 1988, abgerufen am 25. August 2017 (englisch).
28. ↑  Artisti BIAS 2018. BIAS Institute, abgerufen am 1. Oktober 2018 (italienisch).
29. ↑  Gabriel & Lucifero. Palazzo Contarini Polignac, 11. April 2017, abgerufen am 8. November 2018 (englisch).
30. ↑  Project "Il Nido", Basilica Santa Maria della Salute, Venezia 2017/18. Sylke von Gaza, 1. Oktober 2017, abgerufen am 20. Mai 2020.
31. ↑  Sylke von Gaza - Velvet & Paper. Artnet, 20. Februar 2019, abgerufen am 20. Mai 2020.
32. ↑  Sylke von Gaza | Exhibition "Early Works" at Palazzo Martinengo Fortuny for Venice Art Biennale, Venezia 2019. Sylke von Gaza, 1. Mai 2019, abgerufen am 19. Mai 2020 (britisches Englisch).
33. ↑  Sotheby's - Public Exhibitions. Sotheby's Hamburg, 20. April 2023, abgerufen am 20. April 2023.
34. ↑  Colour turns me on | #BEduesseldorf | Beck & Eggeling International Fine Art. Abgerufen am 14. Februar 2024.
35. ↑  Collezione. Museo Diocesano d’Arte Sacra Sant’ Apollonia, abgerufen am 25. August 2017 (italienisch).
36. ↑  Meixner, Christiane: Monika Schnetkamp, Sammlerin, Kunstforum International 235: 118–119.
37. ↑  Pinacoteca. Seminario Patriarcale di Venezia, abgerufen am 25. August 2017 (italienisch).
38. ↑  Schwarz, Dieter (2023). Linie und Farbe – Licht und Raum: Sammlung Hackenberg. Munich
39. ↑  Tim Ackermann: Eier und Eiermann. Weltkunst, 8. Juni 2019, abgerufen am 19. Mai 2020.
40. ↑  Julian Bruno Vogel: Himmel über Berlin. Zeitkunst, 1. Mai 2019, abgerufen am 20. Mai 2020.
41. ↑  Ein Nest für die Gedächtniskirche. Berliner Morgenpost, 19. April 2019, abgerufen am 20. Mai 2020.
42. ↑  Tim Jäger: Das Nest in der Gedächtniskirche. RBB Abendschau/ARD, 27. April 2019, abgerufen am 19. Mai 2020.
43. ↑  Tim Ackermann: Il Nido - Venedigs geheimes Nest. Weltkunst, 8. Dezember 2017, abgerufen am 8. November 2018.
44. ↑  Guido Brivio: Mysterium Coniunctionis. Gabriel & Lucifero by Sylke von Gaza. 1. Juli 2017, abgerufen am 20. Mai 2020 (englisch).
45. ↑  Alan Jones: "As High as the Eagle" - Sylke von Gaza's Installation "Il Nido" in Venice. 1. März 2018, abgerufen am 20. Mai 2020 (englisch).
46. ↑  Petra Schaefer: Hoch über den Kirchendächern von Venedig. Zeitkunst, 1. November 2017, abgerufen am 20. Mai 2020.
47. ↑  Irmgard Bernrieder: Dem Blick entrückte Huldigung. Textcluster, 29. November 2017, abgerufen am 8. November 2018.
48. ↑  Thomas Köster: "Hinter dem Vorhang" im Museum Kunstpalast. Westdeutscher Rundfunk WDR, 30. September 2016, abgerufen am 22. Juli 2017.
49. ↑  Tim Ackermann: Venedig wird abstrakt. Weltkunst, 1. Oktober 2015, abgerufen am 20. Mai 2020.
50. ↑  Maurits J. Sinninghe Damsté: Sylke von Gaza’s paintings: Sacraments of a Deeper Reality. 1. März 2013, abgerufen am 20. Mai 2020.
51. ↑  Jolanda Drexler: Sylke von Gaza in Conversation with Jolanda Drexler. Artology, 1. Februar 2013, abgerufen am 20. Mai 2020 (englisch).
52. ↑  Petra Giloy-Hirtz: From the Grey to the Colourful. Interview with Sylke von Gaza. 1. April 2008, abgerufen am 20. Mai 2020 (englisch).

| Personendaten    | Personendaten                 |
| ---------------- | ----------------------------- |
| NAME             | Gaza, Sylke von               |
| ALTERNATIVNAMEN  | Gazen genannt Gaza, Sylke von |
| KURZBESCHREIBUNG | deutsche Künstlerin           |
| GEBURTSDATUM     | 1. Juli 1966                  |
| GEBURTSORT       | Hamburg                       |